# Elmo
Elmo – klient poczty elektronicznej, działający w środowisku tekstowym (konsola) i zaprojektowany z myślą o wymagających użytkownikach.
Jest w pełni niezależny, do funkcjonowania nie potrzebuje żadnych dodatkowych programów (sendmaila, fetchmaila). Posiada wbudowany filtr antyspamowy, obsługuje operacje wykonywane bezpośrednio na serwerze POP3. Elmo jest rozpowszechniany na licencji GPL.
6 stycznia 2005 autor programu oficjalnie ogłosił wstrzymanie prac nad rozwojem Elmo.
26 października 2010 projekt Elmo zyskał nowego opiekuna – Arnolda Shade'a.